# Zaglyptus chavesi
Zaglyptus chavesi är en stekelart som beskrevs av Ian D. Gauld 1991. Zaglyptus chavesi ingår i släktet Zaglyptus och familjen brokparasitsteklar. Inga underarter finns listade i Catalogue of Life.